# Apófis (faraó)
Apopi, também conhecido como Apepi, Ipepi ou Apófis (em egípcio: ipp(i)), foi um faraó pertencente à linhagem dos hicsos que governou o Baixo Egito durante a XV dinastia e o final do segundo período intermediário. Apopi I governou o norte do Egito por 40 anos. Embora Apopi I tenha governado o Baixo Egito, este faraó era dominante em quase todo o Egito. Apopi I como era de origem hicsa mantinha relações pacíficas com os nativos do Egito. Algumas opiniões dizem que outro fato importante acontecido no reinado de Apopi I foi a vinda de José, filho de Jacó, para o Egito como escravo. Apopi I teve dois filhos: Apófis II e a princesa Herite.

## Reinado
Ao invés de construir seus próprios monumentos, Apopi usurpou os monumentos dos faraós anteriores, inscrevendo o seu nome em duas esfinges de Amenemés II e duas estátuas de Imiremexau. Acredita-se que Apopi tenha usurpado o trono do norte do Egito após a morte de seu antecessor, Caiã, já que este último havia designado seu filho, Ianassi, para ser seu sucessor no trono. Ele foi sucedido por Camudi.
No Período Raméssida, é registrado como adorando Seti: ".. [Ele] escolheu para seu Senhor, o deus Seti Ele não adorava qualquer outra deidade em toda a terra, exceto Seti" Jan Assmann argumenta que, como os antigos egípcios nunca poderiam conceber um deus "solitário" de não ter personalidade, Seti, o deus do deserto, que era adorado exclusivamente, representou uma manifestação do mal.

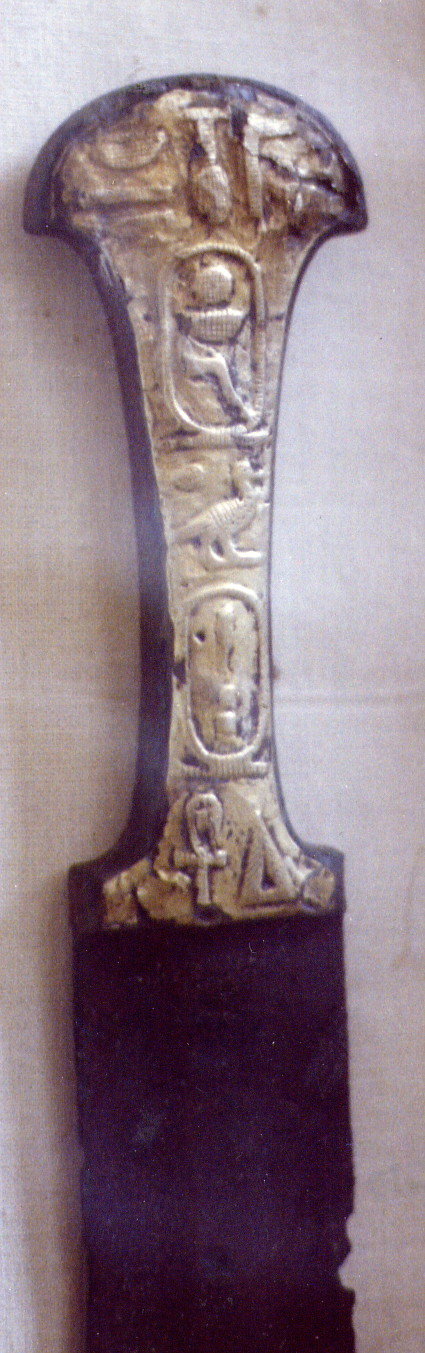
Adaga com os nomes Nebequepexerá Apófis.

Há alguma discussão na egiptologia se Apopi também governou no Alto Egito. De fato, há vários objetos com o nome do rei provavelmente vindo de Tebas e Alto Egito. Estes incluem um punhal com o nome do rei. Há um machado de procedência desconhecida, onde o rei é chamado amado de Suco, senhor de Sumenu. Sumenu é hoje identificado com Maamide Quibli, cerca de 24 quilômetros ao sul de Tebas e há um fragmento de um vaso de pedra encontrado em uma tumba de Tebas. Mais problemática é um bloco com o nome do rei encontrado em Guebeleim. O bloco tinha sido tomado como evidência para a construção de atividade do rei, no Alto Egito e, portanto, visto como prova de que os hicsos também governaram no Alto Egito. No entanto, o bloco não é muito grande e muitos estudiosos afirmam, hoje, que poderia ter ido para Guebeleim após o saque da capital pelos hicsos e não são a prova de um reinado, no Alto Egito.

## Família
Apopi tinha duas irmãs que são conhecidas: Tani e Ziuate. Tani é mencionada em uma porta de um santuário em Aváris e no suporte de uma mesa de oferendas. Ela era a irmã do rei. Já Ziuate é mencionada em uma tigela encontrada na Espanha.
O príncipe Apopi, nomeado em um selo (atualmente em Berlim) é provável que tenha sido o seu filho. Apopi também teve uma filha, chamada Herite. Um vaso pertencente a ela foi encontrado em uma tumba em Tebas, por vezes considerada como a do rei Amenófis I, o que pode indicar que sua filha pode ter sido casada com um rei tebano. O vaso, no entanto, pode muito bem ter sido um item que foi roubado de Aváris após a vitória contra os hicsos por Amósis I.